# Anthony B. Richmond
Pour les articles homonymes, voir Richmond.
Anthony B. Richmond, né le 7 juillet 1942 à Londres, est un directeur de la photographie britannique, membre de la BSC et de l'ASC.

## Biographie
Il commence à travailler à l'âge de 15 ans comme garçon de courses pour la chaîne de cinémas Associated British Cinema puis pour Pathé News avant d'être promu au département caméra, travaillant notamment comme premier assistant sur Casino Royale (1967). Il remporte le British Academy Film Award de la meilleure photographie pour Ne vous retournez pas en 1974. Il est marié avec l'actrice Jaclyn Smith de 1981 à 1989, puis avec la productrice Amanda DiGiulio depuis 1995.

## Filmographie

### Réalisateur
- 1985 : Déjà vu

### Directeur de la photographie
- 1968 : Trio d'escrocs de Basil Dearden
- 1968 : One + One de Jean-Luc Godard
- 1970 : Let It Be de Michael Lindsay-Hogg
- 1972 : Madame Sin de David Greene
- 1973 : Ne vous retournez pas de Nicolas Roeg
- 1974 : Stardust de Michael Apted
- 1974 : Vampira de Clive Donner
- 1976 : L'Homme qui venait d'ailleurs de Nicolas Roeg
- 1976 : L'aigle s'est envolé de John Sturges
- 1978 : Banco à Las Vegas d'Ivan Passer
- 1979 : Avec les compliments de Charlie de Stuart Rosenberg
- 1979 : The Kids Are Alright de Jeff Stein
- 1979 : The American Success Company de William Richert
- 1980 : Enquête sur une passion de Nicolas Roeg
- 1986 : That's Life! de Blake Edwards
- 1988 : Meurtre à Hollywood de Blake Edwards
- 1989 : Cat Chaser d'Abel Ferrara
- 1991 : Timebomb d'Avi Nesher
- 1991 : The Indian Runner de Sean Penn
- 1992 : Candyman de Bernard Rose
- 1994 : Motorcycle Gang de John Milius
- 1996 : Bastard Out of Carolina d'Anjelica Huston
- 1997 : Rough Riders de John Milius
- 1997 : Le Damné (Playing God) d'Andy Wilson
- 1999 : Le Choix d'une vie de Tony Goldwyn
- 1999 : Vorace d'Antonia Bird
- 1999 : Agnes Browne d'Anjelica Huston
- 2000 : Cherry Falls de Geoffrey Wright
- 2000 : Les Chemins de la dignité de George Tillman Jr.
- 2001 : Attraction animale de Tony Goldwyn
- 2001 : La Revanche d'une blonde de Robert Luketic
- 2002 : Allumeuses ! de Roger Kumble
- 2003 : Les Maîtres du jeu de Damian Nieman
- 2003 : Dumb and Dumberer : Quand Harry rencontra Lloyd de Troy Miller
- 2004 : Dirty Dancing 2 de Guy Ferland
- 2004 : Comme Cendrillon de Mark Rosman
- 2005 : Just Friends de Roger Kumble
- 2006 : John Tucker doit mourir de Betty Thomas
- 2006 : Employés modèles de Greg Coolidge
- 2007 : Charlie, les filles lui disent merci de Mark Helfrich
- 2007 : The Comebacks de Tom Brady
- 2008 : The Rocker de Peter Cattaneo
- 2008 : Autopsy d'Adam Gierasch
- 2008 : Sexe et mensonges à Las Vegas de Peter Medak
- 2009 : Miss March de Zach Cregger et Trevor Moore
- 2009 : Alvin et les Chipmunks 2 de Betty Thomas
- 2011 : Big Mamma : De père en fils de John Whitesell
- 2011 : Kate et William : Quand tout a commencé... de Mark Rosman
- 2012 : Journal d'un dégonflé : Ça fait suer ! de David Bowers